# Steve Irwin
Stephen Robert Irwin, detto Steve, noto anche con lo pseudonimo di Crocodile Hunter (Melbourne, 22 febbraio 1962 – Batt Reef, 4 settembre 2006), è stato un naturalista, personaggio televisivo, divulgatore scientifico e documentarista australiano.
Grande amante degli animali, Irwin era anche proprietario e amministratore dell'Australia Zoo di Beerwah, nello stato australiano del Queensland. 
Irwin divenne noto in tutto il mondo grazie a una serie di programmi televisivi a tema naturalistico dal titolo The Crocodile Hunter (il cacciatore di coccodrilli), nei quali si occupava principalmente della vita e delle abitudini di coccodrilli e serpenti. In questi programmi Steve Irwin era spesso assistito dalla moglie Terri, di origini statunitensi. In Italia alcune puntate della suddetta serie documentaristica sono state trasmesse da LA7 all'interno del programma Missione Natura.

## Biografia
Da bambino si trasferì con la famiglia nel Queensland, dove i genitori gestivano il piccolo Queensland Reptile and Fauna Park, nel quale Irwin crebbe in compagnia di serpenti e coccodrilli. Presto si specializzò nel catturare gratis i coccodrilli dalle zone abitate con l'unico compenso di tenere i coccodrilli per il suo parco.
Nel 1991 prese direttamente la guida del parco, cambiandogli nome in Australia Zoo e nel 1992 conobbe e sposò sua moglie Terri. Il primo episodio della serie The Crocodile Hunter fu girato proprio durante la luna di miele dei due, trascorsa a catturare coccodrilli.
I suoi atteggiamenti apparentemente spericolati di fronte agli animali causarono una polemica quando, il 2 gennaio 2004, Irwin si fece riprendere mentre con una mano dava da mangiare a un coccodrillo e con l'altra teneva in braccio il figlio Bob, di appena un mese. Ci furono le proteste sia degli animalisti sia delle associazioni a tutela dell'infanzia, ma non furono aperte inchieste ufficiali. Steve Irwin e sua moglie Terri si difesero, sostenendo che non c'era mai stato un reale pericolo per il bambino.
Un'altra polemica scoppiò nel giugno 2004, dopo un suo viaggio in Antartide per un documentario. Irwin fu accusato di aver molestato alcuni animali selvatici (balene, foche e pinguini). Anche stavolta, però, non ci furono inchieste in quanto il fatto non costituiva un reato né per le leggi australiane né per quelle internazionali. Irwin comunque produsse un documentario dal titolo Crocodiles & Controversy dove mostrava come non ci fosse stato alcun atteggiamento sbagliato né alcun pericolo, sia nel caso dell'Antartide, sia nel caso di suo figlio Bob.

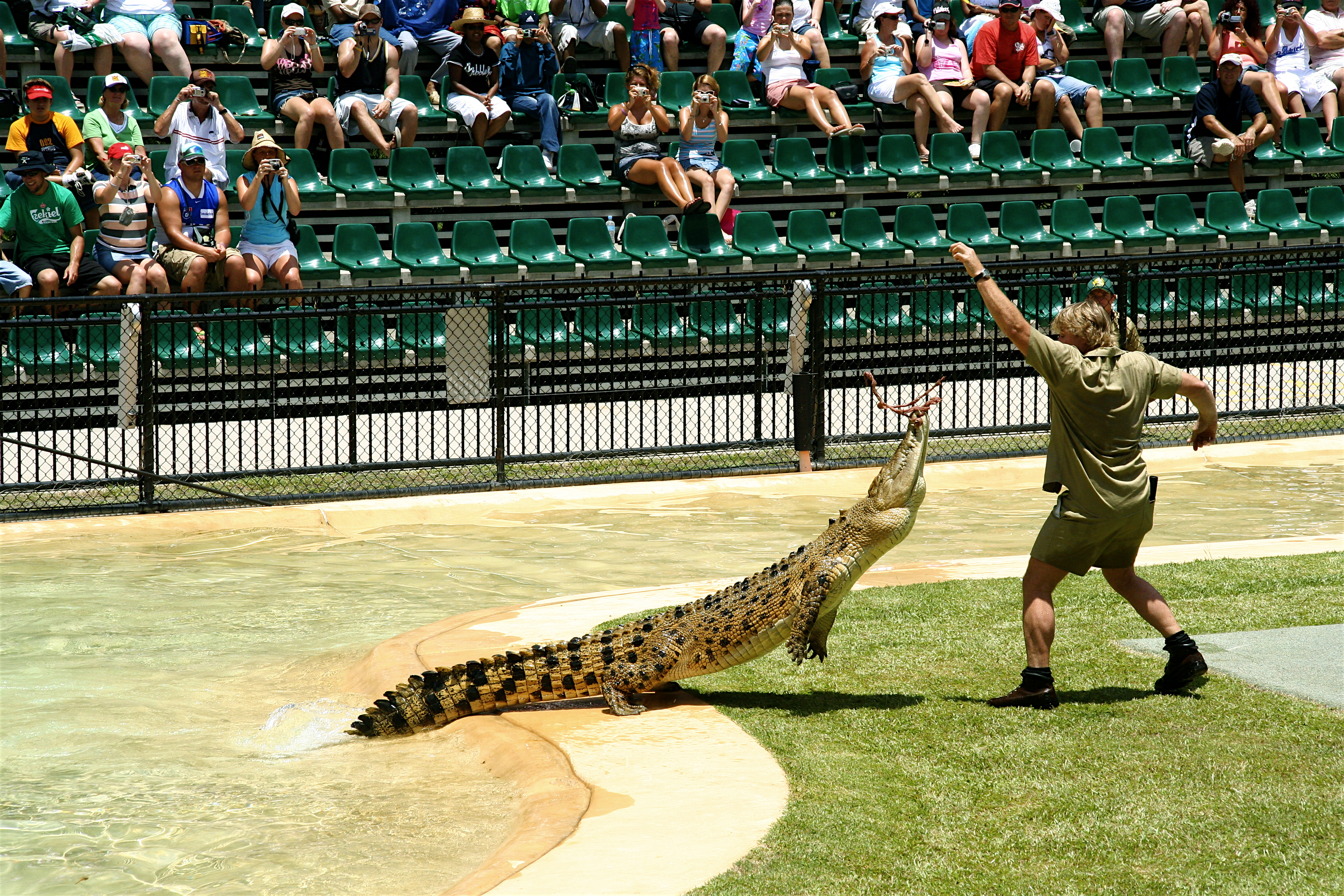
Irwin all'opera nel suo zoo nel 2005

### L'incidente mortale
Il 4 settembre 2006 Irwin è rimasto ucciso in un incidente subacqueo presso Port Douglas (in Australia). Durante la realizzazione di un documentario sulla fauna di Batt Reef, parte della Grande barriera corallina, è stato punto in pieno petto dall'aculeo velenoso di una razza spinosa: Irwin è inavvertitamente passato poco sopra l'animale nascosto nella sabbia, che ha drizzato immediatamente la coda dotata di aculeo velenifero (lungo circa 30 cm), colpendo in una zona vitale vicino al cuore, e rendendo inutile ogni tentativo di rianimazione. L'incidente è stato interamente ripreso dal cameraman che accompagnava in immersione Irwin il quale, secondo le testimonianze di chi ha visionato il video, si è sfilato da solo l'aculeo dal petto prima di perdere conoscenza. Portato in superficie, gli sono state somministrate le prime cure d'urgenza sulla sua barca, la Croc 1, ma a nulla è valsa la successiva corsa in elicottero verso l'ospedale e così è stato dichiarato morto qualche minuto dopo.
Il premier del Queensland ha offerto alla famiglia le esequie di Stato, che sono state però rifiutate poiché, ha detto il padre di Steve Irwin, "lui era un uomo normale". Inoltre, nelle ore successive alla tragedia, si è discusso sull'opportunità di mostrare al pubblico o distruggere completamente le immagini dell'incidente. Il presidente del network Discovery ha detto che ciò sarebbe dipeso solo ed esclusivamente dalla famiglia. La moglie Terri, infine, decise per la distruzione definitiva della pellicola.
Il 9 settembre si svolsero i funerali di Irwin a Caloundra ed infine, con una cerimonia privata, Irwin è stato sepolto presso l'Australia Zoo di Beerwah; il luogo in cui si trova la tomba non è accessibile al pubblico.

## Omaggi
Nel dicembre 2007, grazie all'autorizzazione rilasciata dalla vedova Terri Irwin, l'organizzazione Sea Shepherd ha ribattezzato una delle sue navi con il nome "Steve Irwin" in onore del naturalista scomparso.
Il 26 aprile 2018, a quasi dodici anni dalla sua morte, gli è stata attribuita una stella sulla Hollywood Walk of Fame.

## Citazioni
Nel 2001 appare nella parte di se stesso nel film Il dottor Dolittle 2; compare nella puntata L'uomo di ghiaccio della seconda stagione della serie animata South Park. Nel film d'animazione Happy Feet ha prestato la sua voce all'elefante marino Trev. Compare anche in una puntata successiva di South Park: Inferno sulla terra 2006, dove viene raffigurato con il cuore perforato da una razza spinosa, che ricordava la causa della sua morte. L'episodio divenne oggetto di numerose polemiche in seguito alle critiche della vedova di Irwin, Terri, essendoci la possibilità che i loro figli l'avessero visto. Sempre nella stessa stagione di South Park, la decima, è citato nella puntata Vincere o Perdere.
Steve Irwin appare anche nella serie animata Due fantagenitori come “Cacciatore di Cattivi Genitori” nell’episodio “Diabolicamente Timmy / Al parco dei divertimenti”, prodotto nel 2003 e andato in onda per la prima volta nel 2005. Il personaggio ispirato alle fattezze del naturalista è vestito con la tipica tuta da safari color cachi che Steve Irwin indossava in molti documentari.

## Filmografia
- Il dottor Dolittle 2 (Dr. Dolittle 2), regia di Steve Carr (2001)
- Missione coccodrillo (The Crocodile Hunter: Collision Course), regia di John Stainton (2002)
- Wiggly Safari, regia di Gary Matheson (2002)
- Happy Feet, regia di George Miller (2006) - voce di Trev